# 极乐律院
极乐律院，位于江苏省宿迁市宿城区幸福路东侧，是中华人民共和国江苏省文物保护单位之一。
2002年10月22日，授予江苏省文物保护单位，是一座古建筑。